# Эйрене
Эйрене — нерегулярный спутник Юпитера.

## Открытие
Эйрене была обнаружена 6 февраля 2003 года группой астрономов из Гавайского университета под руководством Скотта Шеппарда. Сообщение об открытии сделано 4 марта 2003 года. При открытии спутник получил временное обозначение S/2003 J 5. Более поздние наблюдения не смогли найти его вновь, и он считался потерянным. И лишь в 2016 году группа Шеппарда вновь смогла его зафиксировать.
9 июня 2017 года открытие было признано МАС и спутник получил постоянный номер Jupiter LVII, но так и остался безымянным. В феврале 2019 года первооткрыватели организовали в Твиттере сбор предложений по наименованию открытых ими спутников.
19 августа 2019 года по результатам обсуждения в Твиттере спутнику было присвоено название Эйрене, в честь Эйрены — дочери Фемиды и Зевса, богини мира из древнегреческой мифологии.

## Орбита
Эйрене совершает полный оборот вокруг Юпитера на расстоянии в среднем 23 495 000 км за 738 дней, 17 часов и 31 минуту. Орбита имеет эксцентриситет 0,2478. Наклон ретроградной орбиты 165,247°. Принадлежит к группе Карме.

## Физические характеристики
Диаметр Эйрене составляет около 4 км. Плотность оценивается 2,6 г/см³, так как спутник состоит предположительно из преимущественно силикатных пород. Очень тёмная поверхность имеет альбедо 0,04. Звёздная величина равна 22,4m.